# Gregorios Yohanna Ibrahim
Mor Gregorios Yohanna Ibrahim is aartsbisschop van de Syrisch-orthodoxe Kerk van Antiochië in Aleppo, Syrië.

## Leven
Hij is geboren in 1948 in Kamishli, een dorp in het noorden van Syrië. In 1967 studeerde hij af op het gebied van theologie en filosofie aan het St. Efrem theologisch seminaris in Libanon. Hier specialiseerde hij zich in de oriëntaalse kerkelijke wetenschappen en behaalde hier vervolgens zijn Master graad in geschiedenis aan het Oriëntaals Instituut te Rome. In 1976 behaalde hij tevens zijn Bachelor in Oriëntaals canoniek recht, eveneens in Rome.

## Pastorale zorg
Van 1967 tot en met 1977 was hij als eerste Syrisch-orthodoxe priester, in Nederland en België, verantwoordelijk voor de pastorale zorg in twee parochies.
Tevens was hij in 1976 en 1977 patriarchaal vicaris in Zweden en van 1977 tot en met 1979 was hij ook hoofd van het theologische seminarie in Libanon.
Op 4 maart 1979 werd Ibrahim ingewijd door Mor Ignatius Jacob III tot metropoliet van Aleppo en omgeving en kreeg sindsdien de naam Mor Gregorios.

## Ervaringen
Als aartsbisschop is Mor Gregorios actief betrokken geweest bij verschillende oecumenische organisaties. Zo is hij van 1980 tot en met 1998 lid geweest van het Centrale Comité van de Wereldraad van Kerken en was hij adviseur voor de Uomini e Religioni in Rome.
Als oprichter van een uitgeverij in Aleppo heeft hij reeds meer dan 190 boeken uitgebracht en als auteur heeft hij verschillende boeken en artikelen geschreven in het Arabisch, Syrisch, Engels en het Italiaans.

## Ontvoering
Op maandag, 22 april 2013 werd hij in de buurt van Aleppo ontvoerd, samen met de Grieks-orthodoxe aartsbisschop van Aleppo, Paul Yazigi. Hun chauffeur, een diaken, werd daarbij doodgeschoten. Sindsdien zijn er veel geruchten over hun nakende vrijlating, over hun ontvoerders en hun eventuele vrijlating, maar geen enkele zekerheid.
Op 23 april 2013 riep paus Franciscus op tot hun vrijlating, het einde van het bloedvergieten in Syrië en een politieke oplossing voor het conflict.